# Aleksandyr Nanew
Aleksandyr Nanew (bg. Александър Нанев; ur. 9 listopada 1958 w Warnie) – bułgarski zapaśnik walczący w stylu wolnym. Olimpijczyk z Seulu 1988, gdzie zajął 21. miejsce w wadze średniej.
Srebrny medalista mistrzostw świata w 1985, 1986 i 1987; brązowy w 1977; czwarty w 1978; piąty w 1979. Mistrz Europy w 1986 i 1987; trzeci w 1979 i 1988. Drugi w Pucharze Świata w 1984 roku.

## Letnie Igrzyska Olimpijskie 1988
| Konkurencja        | Eliminacje           | Eliminacje               | Klas. końcowa |
| Konkurencja        | Przeciwnik I         | Przeciwnik II            | Miejsce       |
| ------------------ | -------------------- | ------------------------ | ------------- |
| 82 kg w styl wolny | Mark Schultz (USA) P | Andrzej Radomski (POL) P | 21.           |